# Presidente del Presídium del Sóviet Supremo de la Unión Soviética
El presidente del Presídium del Sóviet Supremo de la Unión Soviética era el cargo gubernamental más alto de la Unión de Repúblicas Socialistas Soviéticas (URSS) entre 1938 y 1989.La Constitución de la Unión Soviética lo reconoció como el jefe de Estado. Era el dirigente y portavoz del Presídium del Sóviet Supremo y el cargo anterior de presidente del Comité Ejecutivo Central de la Unión Soviética (CEC) del Congreso de los Sóviets, que se reorganizó en 1938, tenía poderes principalmente ceremoniales. Entonces, mientras que el jefe de Estado tenía muchos poderes de jure, tenía muy pocos de facto.
El Sóviet Supremo era el órgano supremo del poder del Estado y era el único órgano que mantenía el poder legislativo en la Unión Soviética. Este fue creado tras reemplazar al Congreso de los Sóviets y al Comité Ejecutivo Central a causa de varias enmiendas hechas a la Constitución de 1936 en 1938. Las sesiones del Sóviet Supremo fueron convocadas por el Presídium dos veces al año; sin embargo, podían convocarse sesiones especiales bajo las órdenes de una República de la Unión. En el caso de que existiera un desacuerdo entre el Soviet de la Unión y el Soviet de las Nacionalidades, el Presídium podía formar una comisión de conciliación. Si esta comisión fallaba, el Presídium podía disolver el Sóviet Supremo y convocar nuevas elecciones. El presidente del Presídium del Sóviet Supremo, junto con el primero y otros quince vicepresidentes fueron, según la Constitución soviética de 1977, elegidos por los diputados del Sóviet Supremo. Al igual que con el CEC bajo el gobierno de Iósif Stalin, el presidente del Presídium tuvo muy poco poder de facto después de la muerte de Stalin porque el poder supremo fue dado al líder del Partido Comunista de la Unión Soviética (PCUS).En 1988, el cargo fue renombrado simplemente a Presidente del Sóviet Supremo de la Unión Soviética.
En 1990, fue establecido el cargo de presidente de la Unión Soviética y este sería, de acuerdo con la Constitución alterada, elegido por el pueblo soviético mediante el voto directo y secreto. Sin embargo, el primer presidente fue elegido democráticamente por el Congreso de los Diputados del Pueblo. Debido a la disolución de la Unión Soviética las elecciones nacionales para el cargo de presidente nunca se llevaron a cabo. Para ser electo para el cargo la persona debía ser ciudadano soviético y mayor de treinta y cinco años, pero menor de sesenta y cinco años. La misma persona no podría ser elegida presidente por más de dos periodos. La Presidencia fue el cargo más alto de Estado y el más importante en la Unión Soviética por influencia y reconocimiento, eclipsando al primer ministro y Secretario general del PCUS. Con el establecimiento de la Presidencia, el poder ejecutivo fue compartido entre el presidente y el primer ministro. La Presidencia recibió amplios poderes, tales como ser responsable de la negociación de los miembros del Gabinete de Ministros con el Sóviet Supremo; sin embargo, el primer ministro quedó encargado de gestionar la nomenklatura y los asuntos económicos.

## Historia
El cargo fue introducido por la Constitución de la Unión Soviética de 1936 como sucesor del cargo de Presidente del Comité Ejecutivo Central de toda la Unión. A menudo, el presidente del Presídium era llamado el "jefe del estado soviético" (y en el extranjero, a menudo, el "presidente"), aunque formalmente todo el Presídium del Consejo Supremo era considerado un jefe de Estado colegiado, que emitió decretos (firmados por el presidente y el secretario del Presídium) sobre las principales cuestiones de la estructura de gobierno, así como sobre la ocupación de cargos gubernamentales, la concesión de órdenes y medallas, etc. El presidente del Presídium entregó los más altos premios y condecoraciones estatales, encabezó la comisión de indultos, credenciales aceptadas, etc. La sala de recepción del presidente del Presídium estaba en Moscú, en la casa número 4/7 en la esquina de las calles Mojovaya y Vozdvizhenka.
Siendo nominalmente el Jefe de Estado del país, en realidad ni el Presídium ni su presidente tenían facultades ejecutivas reales, que en diferentes momentos se concentraba en manos del Secretario General del Comité Central del PCUS o del Presidente del Consejo de Comisarios del Pueblo/Consejo de Ministros. La combinación de los cargos de Secretario General y Presidente del Presídium del Sóviet Supremo se observó entre 1977 y 1985 y entre 1988 y 1989, comenzando por Leonid Brézhnev; consolidando así el control sobre el aparato del partido y del Estado en manos de una sola persona.
El cargo de Presidente del Presídium del Sóviet Supremo de la URSS fue renombrado como "Presidente del Sóviet Supremo de la Unión Soviética" por las enmiendas y adiciones introducidas en la Constitución por la ley del 1 de diciembre de 1988, que determinaron que este fuera elegido por el Congreso de los Diputados del Pueblo. Finalmente, en 1990 el título fue abolido por completo y reemplazado por el cargo de "Presidente de la Unión Soviética".

## Lista de presidentes del Presídium del Sóviet Supremo
De los once individuos nombrados como presidentes del Presídium, tres de ellos murieron en el cargo por causas naturales (Leonid Brézhnev, Yuri Andrópov y Konstantín Chernenko), dos ocuparon el cargo temporalmente (Vasili Kuznetsov y Guennadi Yanáyev) y cuatro ocuparon los puestos de líder del partido y jefe de Estado al mismo tiempo (Brézhnev, Andrópov, Chernenko y Mijaíl Gorbachov). El primer presidente del Presídium fue Mijaíl Kalinin, quien lo inauguró en 1938 después de la ratificación de la Constitución de 1936, en la que el Congreso de los Sóviets fue reemplazado por el Sóviet Supremo. Durante un total de doce años, Nikolái Podgorni fue quien pasó más tiempo en el cargo; aunque Kalinin fue quien presidió por mayor tiempo el poder legislativo (si se cuentan los años en los que fue presidente del Comité Ejecutivo Central), no obstante murió poco después de su dimisión en 1946. Por otro lado, Andrópov fue quien pasó el menor tiempo en el cargo, durante un total de siete meses.
| N.º                                                     | Retrato                                                 | Retrato | Nombre (nacimiento–muerte)                              | Duración del mandato                                    | Partido político                                        | Convocatorias                                           |
| Presidente del Presídium del Sóviet Supremo (1938-1989) | Presidente del Presídium del Sóviet Supremo (1938-1989) | Presidente del Presídium del Sóviet Supremo (1938-1989)                                                      | Presidente del Presídium del Sóviet Supremo (1938-1989) | Presidente del Presídium del Sóviet Supremo (1938-1989) | Presidente del Presídium del Sóviet Supremo (1938-1989) | Presidente del Presídium del Sóviet Supremo (1938-1989) |
| ------------------------------------------------------- | ------------------------------------------------------- | --- | ------------------------------------------------------- | ------------------------------------------------------- | ------------------------------------------------------- | ------------------------------------------------------- |
| 1                                                       |                                                         | | Mijaíl Kalinin (1875–1946)                              | 17 de enero de 1938 – 19 de marzo de 1946               | Partido Comunista                                       | 1.ª convocatoria                                        |
| 2                                                       |                                                         | A picture taken by the Soviet Government of Nikolai Shvernik in grey                                         | Nikolái Shvérnik (1888–1970)                            | 19 de marzo de 1946 – 6 de marzo de 1953                | Partido Comunista                                       | 2.ª–3.ª convocatoria                                    |
| 3                                                       |                                                         | A photo taken in 1937 of Kliment Voroshilov                                                                  | Kliment Voroshílov (1881–1969)                          | 15 de marzo de 1953 – 7 de mayo de 1960                 | Partido Comunista                                       | 3.ª–4.ª–5.ª convocatoria                                |
| 4                                                       |                                                         | | Leonid Brézhnev (1906–1982)                             | 7 de mayo de 1960 – 15 de julio de 1964                 | Partido Comunista                                       | 5.ª–6.ª convocatoria                                    |
| 5                                                       |                                                         | The photo depicts Anastas Mikoyan as seen on his state visit to the German Democratic Republic in April 1954 | Anastás Mikoyán (1895–1975)                             | 15 de julio de 1964 – 9 de diciembre de 1965            | Partido Comunista                                       | 6.ª convocatoria                                        |
| 6                                                       |                                                         | | Nikolái Podgorni (1903–1983)                            | 9 de diciembre de 1965 – 16 de junio de 1977            | Partido Comunista                                       | 6.ª–7.ª–8.ª–9.ª convocatoria                            |
| 4                                                       |                                                         | | Leonid Brézhnev (1906–1982)                             | 16 de junio de 1977 – 10 de noviembre de 1982           | Partido Comunista                                       | 9.ª–10.ª convocatoria                                   |
| —                                                       |                                                         | | Vasili Kuznetsov (1901–1990)                            | 10 de noviembre de 1982 – 16 de junio de 1983           | Partido Comunista                                       | 10.ª convocatoria                                       |
| 7                                                       |                                                         | | Yuri Andrópov (1914–1984)                               | 16 de junio de 1983 – 9 de febrero de 1984              | Partido Comunista                                       | 10.ª convocatoria                                       |
| —                                                       |                                                         | | Vasili Kuznetsov (1901–1990)                            | 9 de febrero de 1984 – 11 de abril de 1984              | Partido Comunista                                       | 11.ª convocatoria                                       |
| 8                                                       |                                                         | | Konstantín Chernenko (1911–1985)                        | 11 de abril de 1984 – 10 de marzo de 1985               | Partido Comunista                                       | 11.ª convocatoria                                       |
| —                                                       |                                                         | | Vasili Kuznetsov (1901–1990)                            | 10 de marzo de 1985 – 27 de julio de 1985               | Partido Comunista                                       | 11.ª convocatoria                                       |
| 9                                                       |                                                         | A photo of Andrei Gromyko taken during the Glassboro Summit Conference in 1967                               | Andréi Gromyko (1909–1989)                              | 27 de julio de 1985 – 1 de octubre de 1988              | Partido Comunista                                       | 11.ª convocatoria                                       |
| 10                                                      |                                                         | | Mijaíl Gorbachov (1931–2022)                            | 1 de octubre de 1988 – 25 de mayo de 1989               | Partido Comunista                                       | 11.ª–12.ª convocatoria                                  |
| Presidente del Sóviet Supremo (1989-1990)               |                                                         | |                                                         |                                                         |                                                         |                                                         |
| 10                                                      |                                                         | | Mijaíl Gorbachov (1931–2022)                            | 25 de mayo de 1989 – 15 de marzo de 1990                | Partido Comunista                                       | 12.ª convocatoria                                       |
| 11                                                      |                                                         | | Anatoli Lukiánov (1930–2019)                            | 15 de marzo de 1990-22 de agosto de 1991                | Partido Comunista                                       |                                                         |

## Lista de Primeros Vicepresidentes del Presídium del Sóviet Supremo
Hubo cinco individuos nombrados como primeros vicepresidentes del Presídiym. El primer vicepresidente fue Nikolái Shvérnik. Durante ocho años, Vasili Kuznetsov fue quien pasó más tiempo en el cargo. Guennadi Yanáyev fue quien pasó el menor tiempo en el cargo.
| N.º                                                                          | Nombre (nacimiento–muerte)                                                   | Nombre (nacimiento–muerte)                                                   | Duración del mandato                                                         | Partido político                                                             |
| Primer Vicepresidente del Presídium del Sóviet Supremo (1944-1946/1977-1989) | Primer Vicepresidente del Presídium del Sóviet Supremo (1944-1946/1977-1989) | Primer Vicepresidente del Presídium del Sóviet Supremo (1944-1946/1977-1989) | Primer Vicepresidente del Presídium del Sóviet Supremo (1944-1946/1977-1989) | Primer Vicepresidente del Presídium del Sóviet Supremo (1944-1946/1977-1989) |
| ---------------------------------------------------------------------------- | ---------------------------------------------------------------------------- | ---------------------------------------------------------------------------- | ---------------------------------------------------------------------------- | ---------------------------------------------------------------------------- |
| 1                                                                            |                                                                              | Nikolái Shvérnik (1888–1970)                                                 | 1 de febrero de 1944 – 19 de marzo de 1946                                   | Partido Comunista                                                            |
| 2                                                                            |                                                                              | Vasili Kuznetsov (1901–1990)                                                 | 7 de octubre de 1977 – 27 de julio de 1985                                   | Partido Comunista                                                            |
| 3                                                                            |                                                                              | Piotr Démichev (1917–2010)                                                   | 18 de junio de 1986 – 1 de octubre de 1988                                   | Partido Comunista                                                            |
| 4                                                                            |                                                                              | Anatoli Lukiánov (1930-2019)                                                 | 1 de octubre de 1988 – 25 de mayo de 1989                                    | Partido Comunista                                                            |
| Vicepresidente del Sóviet Supremo (1989-1990)                                |                                                                              |                                                                              |                                                                              |                                                                              |
| 4                                                                            |                                                                              | Anatoli Lukiánov (1930-2019)                                                 | 25 de mayo de 1989 – 15 de marzo de 1990                                     | Partido Comunista                                                            |
| Vicepresidente (1990-1991)                                                   |                                                                              |                                                                              |                                                                              |                                                                              |
| —                                                                            | Vacante                                                                      | Vacante                                                                      | 15 de marzo de 1990 – 27 de diciembre de 1990                                |                                                                              |
| 5                                                                            |                                                                              | Guennadi Yanáyev (1937–2010)                                                 | 27 de diciembre de 1990 – 21 de agosto de 1991                               | Partido Comunista                                                            |
| —                                                                            | Cargo abolido                                                                | Cargo abolido                                                                | 21 de agosto de 1991 – 26 de diciembre de 1991                               |                                                                              |